# Sérgio (duque)
Sérgio (em latim: Sergius; m. 573) foi um general bizantino do século VI; possivelmente pode ser identificado com o oficial Sergona citado por Miguel, o Sírio. Foi nativo de Rábedis (Tur Abedim, ao sul de Amida). Talvez como mestre dos soldados vacante e duque da Mesopotâmia, serviu o exército bizantino entre 567-573.
Em 567, quando esteve no comando de Dara, Sérgio recebeu uma carta do imperador Justino II, que transmitiu insistindo que os líderes monofisistas fossem para Constantinopla decidir a unidade da religião. No outono de 572, ele, Teodoro e Juventino foram enviados por Marciano com 3 000 homens para saquearem Arzanena e trazerem butim. Em 573, enquanto esteve novamente no comando de Dara, junto de João, a cidade sofreu um cerco sassânida. Durante o cerco, Sérgio foi ferido e morreu.